# Brdo (gmina Šipovo)
Brdo (cyr. Брдо) – wieś w Bośni i Hercegowinie, w Republice Serbskiej, w gminie Šipovo. W 2013 roku liczyła 86 mieszkańców.